# Friedrich Wilhelm Mengelberg

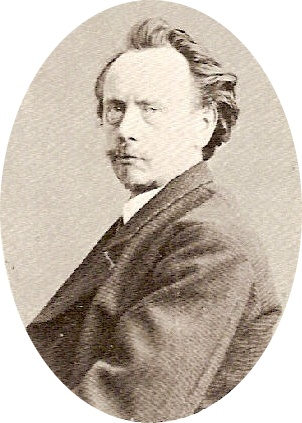
Friedrich Wilhelm Mengelberg omkring 1900.

Friedrich Wilhelm Mengelberg, född den 18 oktober 1837 i Köln, död den 6 februari 1919 i Utrecht, var en tysk-nederländsk bildhuggare. Han var brorson till målaren Otto Mengelberg, bror till skulptören Otto Mengelberg samt far till glasmålaren Otto Mengelberg och dirigenten Willem Mengelberg. 
Mengelberg var först verksam i sin hemstad, där domen färdigställdes vid denna tid. Efter ett mellanspel i Aachen kom han 1869 till Utrecht, där han etablerade en verkstad med många medarbetare. Han utsmyckade många kyrkor både ut- och invändigt i nygotisk stil.

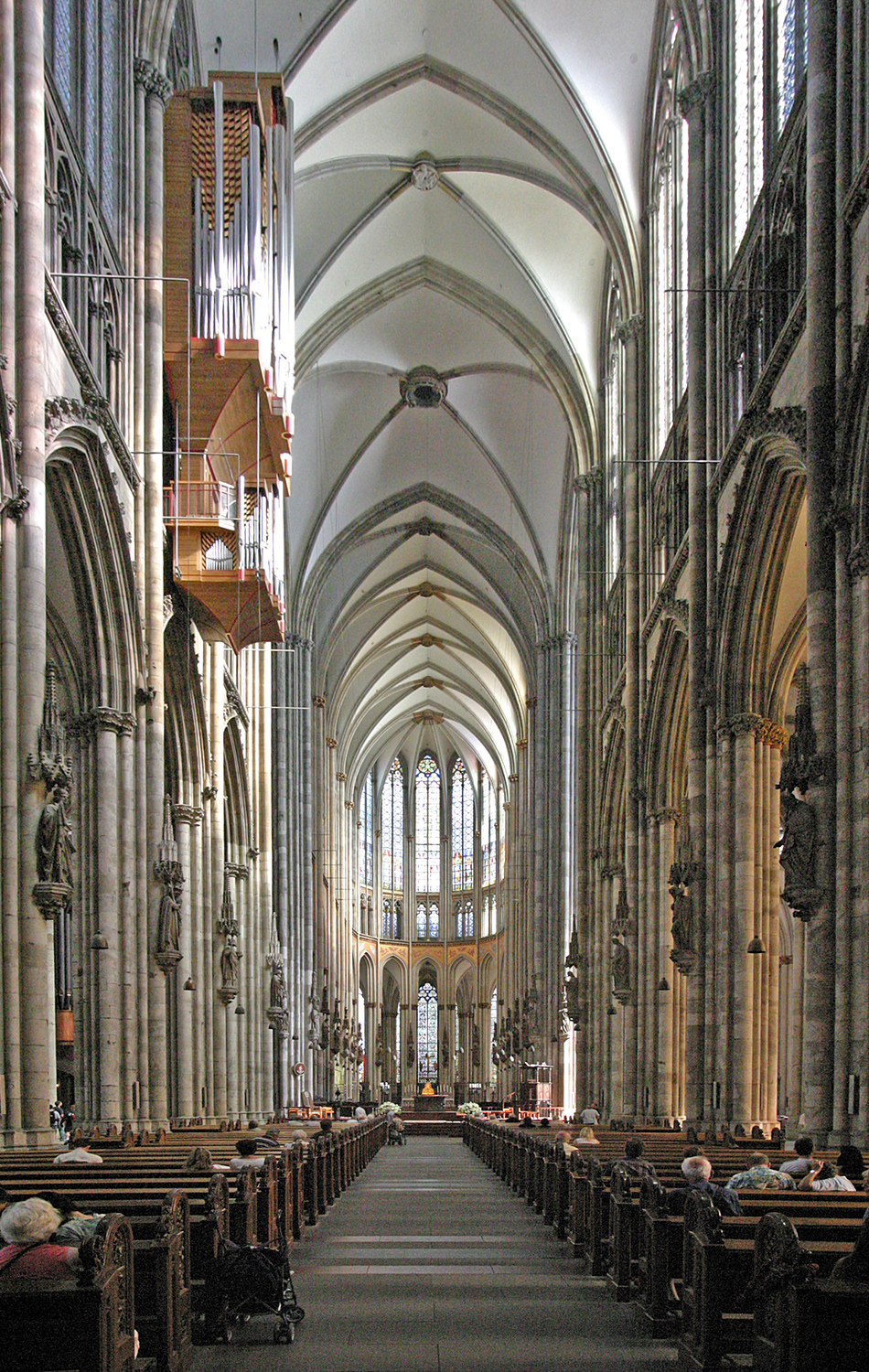
Kölnerdomen
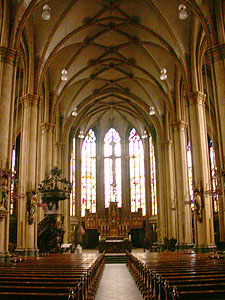
St.-Nikolaus-Basilika (IJsselstein)
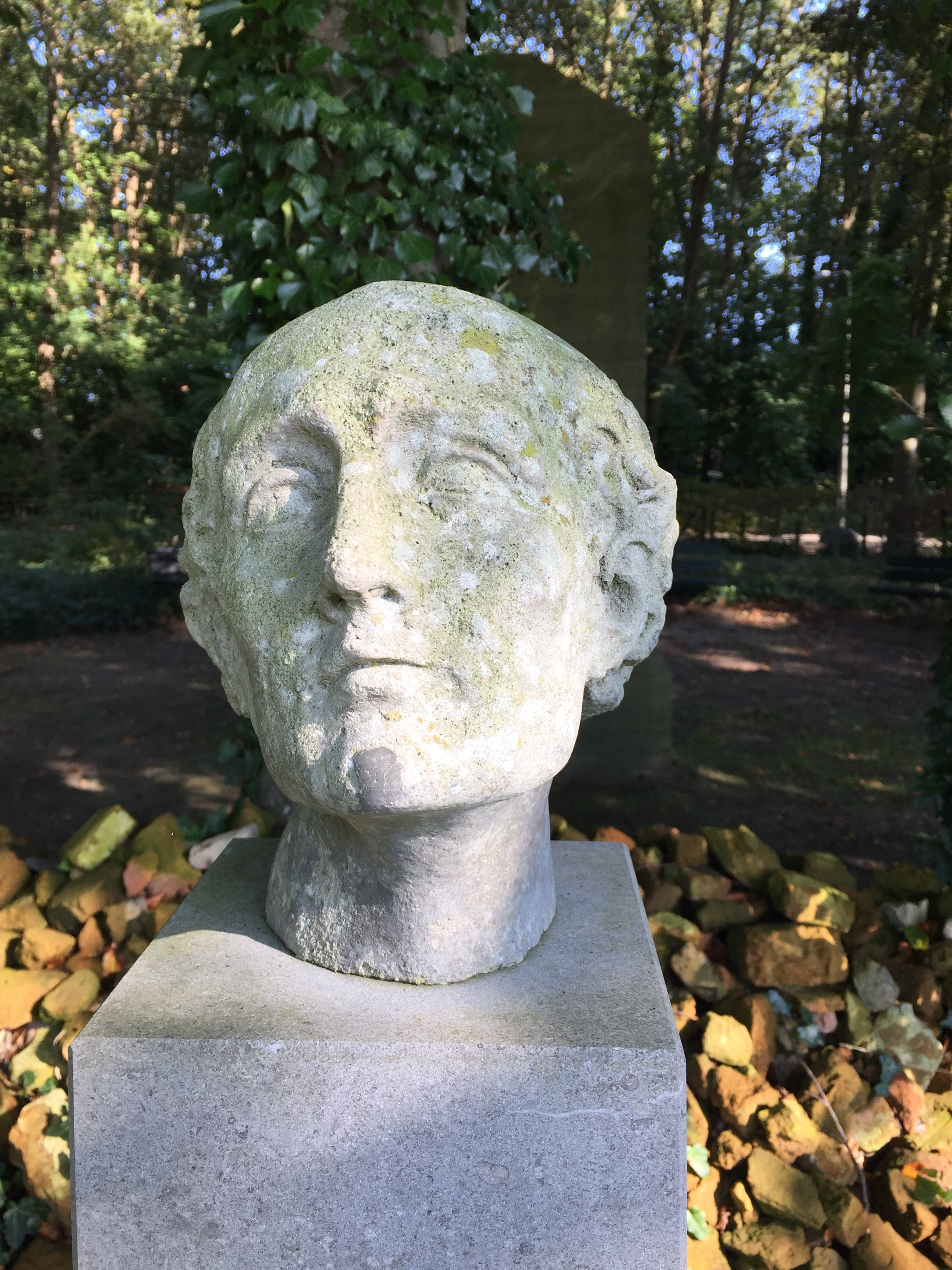
Thomas a Kempis
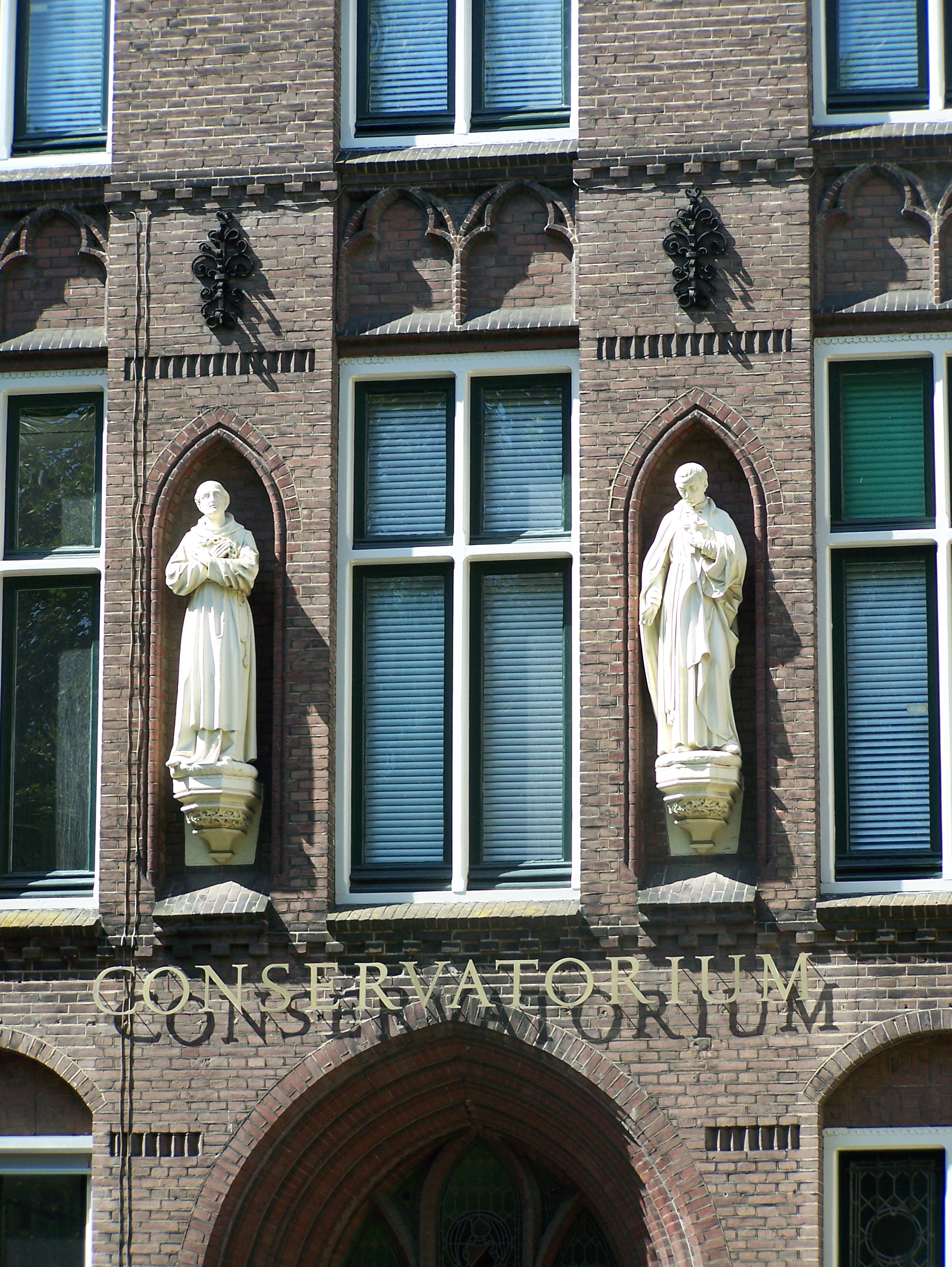
Utrecht